# Amandină
Pour les articles homonymes, voir Amandine (homonymie).
L'amandină ou amandine est un gâteau-éponge roumain au chocolat fourré à la crème d'amande,. Le nom amandină vient du français « amande » et est attesté dès 1898 dans le Cyrano de Bergerac d'Edmond Rostand qui évoque des tartelettes amandines, gâteaux en pâte sucrée à base d'amande (en poudre ou effilée) pouvant être garnis sur le fond de couche de groseilles au sirop, décorés de cerises confites, qui doivent leur aspect brillant du dessus à un nappage passé chaud au pinceau avec de l'abricotine, à ne pas confondre avec l'eau-de-vie d'abricots du Valais (Suisse). Cette abricotine est réservée aux professionnels. On peut utiliser de la gelée d'abricot avec une cuillère à café d'eau, ou de Grand Marnier (triple sec) ou de rhum. La marmelade ou la confiture d'abricot ne conviennent pas car elles contiennent des morceaux de fruits. Il n'y a pas de chocolat sur les tartes amandines ni dans ces tartes d'origine française.[pas clair]